# 保羅·哈特利
保羅·哈特利（英語：Paul Hartley；1976年10月19日—）是一位已經退役的蘇格蘭足球運動員，現在擔任足球教練。他在球員時代曾經效力於凱爾特人足球俱樂部，2014–2017年擔任蘇格蘭足球超級聯賽球隊鄧迪足球俱樂部的教練。他也曾25次代表蘇格蘭國家足球隊參賽。

## 外部連結
- 足球数据库：Paul Hartley的球员统计数据
- 足球資料庫：Paul Hartley的領隊統計數據
- Paul Hartley — 蘇格蘭足球協會
- Profile （页面存档备份，存于） at londonhearts.com